# François Broers
Pour les articles homonymes, voir Broers.
François Jean Marie Ghislain Broers, né le 3 novembre 1837 à Malines où il est mort le 16 novembre 1908, est un avocat et homme politique belge.

## Biographie
François Broers est issu d'une famille de brasseurs malinois et était le fils du bourgmestre Edouard Broers et de Suzanne Vermeulen. Oncle de Félix Struye de Swielande, il épouse Esther Beeckman. 
Après avoir obtenu son doctorat en droit à l'Université catholique de Louvain, il s'inscrit comme avocat au barreau de Malines en 1862.

## Distinctions
- Chevalier de l'ordre de Saint-Grégoire-le-Grand

## Mandats et fonctions
- Bourgmestre de Malines : 1889-1896
- Conseiller provincial : 1890-1892
- Membre de la Chambre des représentants de Belgique : 1892-1896